# بين لوي
بين لوي (بالإنجليزية: Ben Lowe)‏ هو لاعب دوري الرغبي أسترالي، ولد في 13 مارس 1985 في توومبا في أستراليا.